# Плещевицы
Плещеви́цы (фин. Lessovitsa) — деревня в Большеврудском сельском поселении Волосовского района Ленинградской области.

## История
Впервые упоминается в Писцовой книге Водской пятины 1500 года как село Плешевичи в Богородицком Врудском погосте.
Упоминается на карте Ингерманландии А. И. Бергенгейма, составленной по материалам 1676 года, как мыза Pläskowits.
На шведской «Генеральной карте провинции Ингерманландии» 1704 года как мыза Plesckowitz hof и деревня Plesckowitz by.
Как мыза и деревня Плодновицы она обозначена на «Географическом чертеже Ижорской земли» Адриана Шонбека 1705 года.
На карте Ингерманландии А. Ростовцева 1727 года упомянута мыза Плещевицы.
На карте Санкт-Петербургской губернии Я. Ф. Шмидта 1770 года обозначены две деревни: Старые Плещевицы и Новые Плещевицы.
На карте Санкт-Петербургской губернии Ф. Ф. Шуберта 1834 года они обозначены как Большие и Малые Плещевицы.

ПЛЕЩЕВИЦЫ — деревня принадлежит полковнице Эссен, число жителей по ревизии: 19 м. п., 26 ж. п.

ПЛЕЩЕВИЦЫ — деревня принадлежит действительной статской советнице Сверчковой, число жителей по ревизии: 32 м. п., 33 ж. п. (1838 год)

На этнографической карте Санкт-Петербургской губернии П. И. Кёппена 1849 года она обозначена как деревня «Pleskowitz», расположенная в ареале расселения савакотов. В пояснительном тексте к этнографической карте деревня записана как Pleskowitz (Плещевицы) и указано количество её населения на 1848 год: савакотов — 28 м. п., 37 ж. п., всего 65 человек, а также указано, что «русских жителей деревни меньше, чем финнов».
На карте профессора С. С. Куторги 1852 года обозначены две смежные деревни: Большие Плещевицы и  Малые Плещевицы.

ПЛЕЩЕВИЦЫ — деревня жены капитана Сверчкова, 27 вёрст по почтовой, а остальные по просёлочной дороге, число дворов — 14, число душ — 30 м. п.
 
ПЛЕЩЕВИЦЫ — деревня жены капитана Сверчкова, 27 вёрст по почтовой, а остальные по просёлочной дороге, число дворов — 5, число душ — 12 м. п. (1856 год)

Б. ПЛЕЩЕВИЦЫ и РЕККОВО — деревня, число жителей по X-ой ревизии 1857 года: 32 м. п., 30 ж. п., всего 62 чел.

М. ПЛЕЩЕВИЦЫ — деревня, число жителей по X-ой ревизии 1857 года: 11 м. п., 18 ж. п., всего 29 чел.

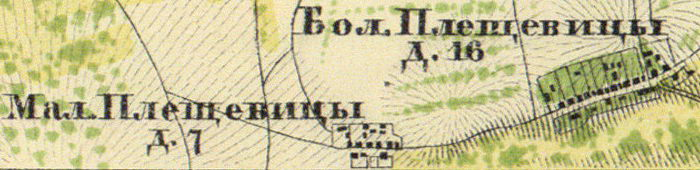
Деревня Плещевицы на карте 1860 года

Согласно карте Санкт-Петербургской губернии 1860 года Плещевицы состояли из двух смежных деревень: Большие Плещевицы, которая насчитывала 16 дворов и Малые Плещевицы из 7 дворов.

ПЛЕЩЕВИЦЫ — деревня владельческая при колодце, между 1-й и 2-й Самерскими дорогами, от Ямбурга в 40 верстах, число дворов — 22, число жителей: 66 м. п., 71 ж. п. (1862 год)

В 1869 году временнообязанные крестьяне деревни выкупили свои земельные наделы у баронессы А. Р. Велио, а в 1871—1874 годах — у В. Я. Сверчковой и стали собственниками земли.

Б. ПЛЕЩЕВИЦЫ и РЕККОВО — деревня, по земской переписи 1882 года: семей — 24, в них 46 м. п., 56 ж. п., всего 102 чел.

М. ПЛЕЩЕВИЦЫ — деревня, по земской переписи 1882 года: семей — 11, в них 35 м. п., 27 ж. п., всего 62 чел.

Б. ПЛЕЩЕВИЦЫ и РЕККОВО — деревня, число хозяйств по земской переписи 1899 года — 12, число жителей: 37 м. п., 33 ж. п., всего 70 чел.; разряд крестьян: бывшие владельческие; народность: финская

М. ПЛЕЩЕВИЦЫ — деревня, число хозяйств по земской переписи 1899 года — 9, число жителей: 26 м. п., 26 ж. п., всего 52 чел.; разряд крестьян: бывшие владельческие; народность: русская

В 1900 году, согласно «Памятной книжке Санкт-Петербургской губернии», участок деревни Плещевицы площадью 280 десятин принадлежал наследникам баронессы Аглоиды Романовны Велио.
В конце XIX — начале XX века деревня административно относилась к Княжевской волости 1-го стана Ямбургского уезда Санкт-Петербургской губернии. Население деревни было смешанным — финско-русским.
По данным «Памятной книжки Санкт-Петербургской губернии» за 1905 год участком земли деревни Плещевицы площадью 280 десятин владел барон Николай Николаевич Велио.
С 1917 по 1923 год деревни Плещевицы Русские и Плещевицы Чухонские входили в состав Плещевицкого сельсовета Княжевско-Ильешской волости Кингисеппского уезда.
С 1923 года в составе Врудской волости.
С 1924 года в составе Аракюльского сельсовета.
Согласно данным переписи населения СССР 1926 года в деревне Плещевицы Русские проживали 43 человека, все русские; в деревне Плещевицы Чухонские — 96 человек, большинство финны, а также русские и эстонцы.
С 1927 года в составе Молосковицкого района.
С 1928 года в составе Рекковского сельсовета. В 1928 году население деревни Плещевицы составляло 139 человек.
С 1931 года в составе Волосовского района.

План деревни Плещевицы. 1933 год

По данным 1933 года деревня Плещевицы входила в состав Рекковского сельсовета Волосовского района. Согласно топографической карте 1933 года деревня состояла из двух частей: Чухонские Плещевицы, которые насчитывали 24 двора и Русские Плещевицы — 9 дворов.
С 1935 года в составе Терпилицкого сельсовета.
С 1 августа 1941-го по 31 декабря 1943 года германская оккупация.
С 1950 года в составе Врудского сельсовета.
С 1963 года в составе Кингисеппского района.
С 1965 года вновь в составе Волосовского района. В 1965 году население деревни составляло 81 человек.
По данным 1966 года деревня Плещевицы в составе Волосовского района не значилась.
По административным данным 1973 и 1990 годов деревня Плещевицы входила в состав Врудского сельсовета с административным центром в посёлке Вруда.
В 1997 году в деревне Плещевицы проживали 24 человека, деревня относилась ко Врудской волости, в 2002 году — 15 человек (все русские), в 2007 году — 21 человек.

## География
Деревня расположена в центральной части района к северу от автодороги 41К-050 (Терпилицы — Коноховицы).
Расстояние до административного центра поселения — 9 км.

## Демография
| 1862 | 2002 | 2007 | 2010 | 2017 |
| ---- | ---- | ---- | ---- | ---- |
| 137  | ↘15  | ↗21  | ↗33  | ↗48  |

### Национальный состав
Согласно данным Всероссийской переписи населения 2021 года в деревне проживали 48 человек, из них:
 русские — 46, татары — 2 человека.

## Достопримечательности
- Курганно-жальничный могильник XIII—XIV веков[38][39]